# Hampton (ort i Australien, New South Wales)
Hampton är en ort i Australien. Den ligger i kommunen Lithgow och delstaten New South Wales, i den sydöstra delen av landet, omkring 110 kilometer väster om delstatshuvudstaden Sydney. Antalet invånare är 179.
Runt Hampton är det mycket glesbefolkat, med 6 invånare per kvadratkilometer.. Närmaste större samhälle är Bowenfels, omkring 16 kilometer nordost om Hampton. 
I omgivningarna runt Hampton växer i huvudsak städsegrön lövskog. Genomsnittlig årsnederbörd är 1 149 millimeter. Den regnigaste månaden är februari, med i genomsnitt 214 mm nederbörd, och den torraste är juli, med 26 mm nederbörd.